# Pipiriki
Pipiriki ist eine kleine Siedlung im Ruapehu District der Region Manawatū-Whanganui auf der Nordinsel von Neuseeland.

## Namensherkunft
Der Name der Siedlung setzt sich zusammen aus den Māori-Begriffen „pipi“ für ein Krustentiere oder eine Muschel und „riki“ für „etwas“ oder „einige“. Der Überlieferung nach, soll ein Häuptling in der Region, der einst im Sterben lag, als letzten Wunsch nach „pipi“ verlangt haben.

## Geographie
Die Siedlung befindet sich rund 50 km nördlich von Wanganui und rund 21 km südwestlich von Raetihi im Tal des Whanganui River. Die nächstliegenden beiden Siedlungen in südlicher Richtung des Flusses sind Jerusalem, 8,5 km südostöstlich und Ranana, rund 12,5 km in gleicher Richtung.

## Geschichte
Eine erste Missionsstation entstand 1848 am gegenüberliegenden Ufer. In den 1850er Jahren war Pipiriki ein Zentrum der Pai Mārire-Bewegung, einer religiöse Sekte der Māori, die auch als Hauhau bekannt ist. Sie errichteten in der Siedlung eine Befestigungsanlage. Nachdem die Bewegung am 14. Mai 1864 auf Moutoa Island eine militärische Niederlage erlitten hatte, ging die Siedlung an die Briten über, die hier einen Vorposten errichteten. Im Juni des Folgejahres belagerte die Bewegung die Siedlung, doch von Wanganui aus entsendete britische Truppen vertrieben die Belagerer, nachdem sie durch eine Flaschenpost des Kommandeurs von der Belagerungssituation erfahren hatten.

## Tourismus
Zwischen dem Ende des 19. Jahrhunderts und den 1950er Jahren war die Siedlung ein beliebter Ausflugsort mit einer Anlegestelle und einem Gästehaus, das 1959 allerdings abbrannte. Bootsausflüge wurden von Whanganui und Taumarunui aus organisiert.
Heute werden Jetboot- und Kanu-Fahrten auf dem Fluss von Pipiriki aus angeboten. Auch ist die Siedlung Ausgangspunkt zu Ausflügen zum Whanganui National Park und der Bridge to Nowhere, einer Brücke, die einst Zugang zu abgelegenen Farmsiedlungen schaffen sollte, die aber später aufgegeben wurden. So führt die Brücke heute „nirgendwohin“ und wird lediglich noch von Wanderern genutzt.

## Sehenswürdigkeiten
Die Siedlung besitzt ein kleines Museum zur Geschichte des Whanganui River.